# Per Aarsleff
Die Per Aarsleff A/S ist ein nordeuropäisches Bauunternehmen.

## Geschichte
Am 4. Januar 1947 verließ der 29-jährige Per Aarsleff eine sichere Position beim dänischen Staat. Er lieh sich 10.000 dänische Kronen aus der Lebensversicherung seines Vaters, kaufte einen Bagger, mietete zwei weitere und eröffnete ein Braunkohlefeld bei Fasterholt in Mitteljütland. Der Unternehmensgründer Per Aarsleff starb im Jahr 2006 im Alter von 87 Jahren.
Im Jahr 2020 ist Aarsleff eine Aktiengesellschaft, die an der Nasdaq Copenhagen A/S notiert ist. Der Umsatz belief sich im Jahr 2019 auf 13,5 Milliarden DKK – davon kommen 31 % aus dem Ausland. Der Konzern beschäftigt 6800 Mitarbeiter in der dänischen Muttergesellschaft und in den Tochtergesellschaften in Dänemark und im Ausland.

## Tochterunternehmen
Tochterunternehmen im deutschsprachigen Raum:
- Neidhardt Grundbau GmbH, Hamburg (seit 2019)
- STB Wöltjen GmbH, Steimbke (seit 2019)[3]
- Aarsleff Grundbau GmbH, Hamburg
- Aarsleff Rohrsanierung GmbH, Röthenbach an der Pegnitz[4]